# Путь Красноречия
Путь Красноре́чия (араб. نهج البلاغة‎ — Нахдж аль-Балага) — книга багдадского поэта и шиитского улема Шарифа Рази (970—1015), которая содержит цитаты из проповедей и писем, которые имели наибольшую литературную ценность с точки зрения учёного, и не содержит прямых ссылок на источники.
«Путь Красноречия» является собранием, состоящим из 241 проповеди, 79 писем и 498 высказываний, приписываемых Али ибн Абу Талибу (см. раздел «Критика»). Количество проповедей, писем и высказываний отличаются в различных её изданиях. Количество проповедей варьируется от 238 до 241, количество писем — от 77 до 79, а количество высказываний — от 463 до 489. «Нахдж аль-Балага» является одним из важнейших сакральных текстов для мусульман-шиитов и авторитетным источником для джафаритского мазхаба.

## История написания
Автором «Пути Красноречия» является шиитский учёный Шариф Рази (970—1015), бывший известным литератором, поэтом и филологом. Изречения и проповеди (хутбы) имама Али ибн Абу Талиба интересовали его прежде всего с эстетической точки зрения, поскольку поэт увидел в них образец литературного стиля и красноречия. Этим объясняется тот факт, что сеид ар-Рази не всегда давал ссылки на названия книг и документы, которые он использовал при составлении данного сборника. Однако впоследствии шиитские улемы восстановили изначальные ссылки, подтвердив тем самым аутентичность «Пути красноречия». Важным исследованием на эту тему стал труд иракского шиитского учёного Мухаммада Бакира Махмуди «Путь счастья для понимающего „Нахдж аль-балага“» («Нахдж ас-са’ада фи мустадрики Нахдж аль-балага»).

## Критика
Критика в первую очередь касается авторства этого сборника — шииты утверждают, что автором «Пути Красноречия» является Мухаммад ибн аль-Хусейн, более известный как Шариф Рази. В трактате «Шазарат аз-захаб» (автор: Ибн аль-Имад аль-Ханбали) говорится: 

Люди разошлись во мнениях относительно того, кто был составителем книги «Нахдж ал-балага», сборника высказываний Али ибн Абу Талиба, да будет доволен им Аллах: Али ибн аль-Хусайн аль-Муртада или его брат ар-Рида. Существует мнение, что эти высказывания вовсе не принадлежали Али и что составитель книги придумал их, а потом приписал ему.
— «Шазарат аз-захаб»
Также критика касается достоверности содержащихся в этом сборнике высказываний. Так, аз-Захаби говорит в своём труде «Сияр а’лам ан-нубала», что «Путь Красноречия» содержит приписываемые Али ибн Абу Талибу высказывания и в ней нет иснадов, которые позволили бы выяснить их достоверность.
Достоверность «Пути Красноречия» критиковал и Ибн Таймия. Он писал в своей книге «Минхадж ас-Сунна»:

Учёные знают, что большинство проповедей в этой книге лживо приписаны Али, и поэтому большая их часть отсутствует в более ранних трудах, и их иснад неизвестен. Откуда автор взял их? Эти проповеди похожи на слова тех, кто называет себя Алидом или Аббасидом, тогда как никто из его предков не говорил такого. Лживость подобных претензий очевидна. Для того чтобы человек говорил о своем происхождении, должно быть известно происхождение его предков. То же самое относится и к высказываниям: должно быть известно, от кого они были услышаны и переданы нам. <…> Кто разбирается в методах приверженцев хадисов, кто разбирается в сообщениях и преданиях с иснадами, кто отличает правдивые рассказы от лживых, тот знает, что пересказывают подобные истории со слов Али только люди далёкие от этой науки, не умеющие различать между правдой и вымыслом.
— «Минхадж ас-Сунна»
«Путь Красноречия» содержит нападки на других сподвижников Мухаммеда и самовосхваления, которые плохо совместимы со скромным нравом известного своей набожностью халифа.
Некоторые высказывания в «Пути Красноречия» противоречат убеждениям имамитов о «непогрешимости» потомков Али и «грехопадении» остальных сахабов, прежде всего трёх первых праведных халифов. В 96 мудрости Али говорит:

Поистине, я видел сподвижников Мухаммада и не вижу среди вас никого, подобного им! По утрам они просыпались с запылёнными лицами и головами, а ночь они проводили в поклонах и стоянии, поочерёдно прилегая [к земле] своими лбами и щеками, предстоя [перед Аллахом] словно на углях, вспоминая о будущей жизни! От долгих земных поклонов между их очей образовались [мозоли] будто на козьих коленях! Если они поминали Аллаха, то рыдали очи их, покуда не намокали полы их одежд, и они трепетали, как трепещет дерево в день сильной бури, в страхе перед наказанием и с надеждой на награду.
— Путь Красноречия (1/113)
Несмотря на то, что шииты-имамиты утверждают о вероотступничестве Умара ибн аль-Хаттаба, в 459 мудрости Али говорит о нём:

Вами правил правитель, который был стоек и следовал прямым путём, пока религия не утвердилась.
— (2/310)
Всё это идёт вразрез с другими высказываниями в «Пути Красноречия», в которых говорится о том, что сахабы ослушались Аллаха и Мухаммеда и присягнули не Али, а Абу Бакру, Умару, а затем Усману ибн Аффану.
Некоторые поздние шиитские исследователи, в том числе Сейид Абд аз-Захра аль-Хусейни, пытались доказать состоятельность этих высказываний тем, что перечисляли другие книги, в которых содержатся полные версии этих сообщений, не касаясь вопроса об отсутствии в них иснадов, без которых невозможно говорить об их достоверности. К тому же сборник «Путь Красноречия» составлен через три с лишним столетия после кончины Али ибн Абу Талиба.

## Аналогичные сборники
Известный иранский шиитский мыслитель и учёный-богослов Муртаза Мутаххари в своём труде «Краткий экскурс по Нахдж аль-балага» отмечает, что Шариф Рази был не единственный, кто собирал высказывания имама Али. Так, он упоминает книгу «Гурар ва дурар» («Плоды и жемчужины») за авторством Мир Джалал ад-Дина Мухаддиса Армави, а также «Дастур ма’алим ал-хикам» («Руководство для учителей мудрости») Казаи Сахиба аль-Хитата (XIV в.), «Наср аль-ла’али» («Рассыпанные жемчужины») и «Хикам саййидина Али (алейхи-с-салам)» («Мудрые изречения нашего господина Али, мир ему»).